# Siboglinum bayeri
Siboglinum bayeri är en ringmaskart som beskrevs av Southward 1971. Siboglinum bayeri ingår i släktet Siboglinum och familjen skäggmaskar. Inga underarter finns listade i Catalogue of Life.